# Commelina kituloensis
Commelina kituloensis är en himmelsblomsväxtart som beskrevs av Robert Bruce Faden. Commelina kituloensis ingår i släktet himmelsblommor, och familjen himmelsblomsväxter. Inga underarter finns listade.